# Mama Lover (singolo)
Mama Lover (in russo Мама Люба?, Mama Ljuba) è un singolo del gruppo musicale russo Serebro, pubblicato in Russia il 15 settembre 2011 come terzo estratto dall'album omonimo. In Europa è stato pubblicato nel dicembre 2011 mentre in Italia il 30 marzo 2012 ed è diventato il tormentone estivo di quell'anno.

## Descrizione
Il brano è stato scritto da Ol'ga Serjabkina, una delle componenti del gruppo, insieme a Maxim Fadeev, che ne è anche il produttore. Vi sono due versioni del brano, una in russo ed una in inglese.

## Video musicale
Il video musicale è stato pubblicato il 15 settembre 2011 e ha come protagoniste le tre cantanti del gruppo che viaggiano in una Volvo S60. Alla guida vi è Ol'ga Serjabkina, a sinistra Elena Temnikova e nel sedile posteriore Anastasija Karpova. Le ragazze nel video si divertono ballando, mettendosi in pose provocanti ed esplicite e cantando. Proprio perché a tratti erotico, il videoclip ha suscitato molto scalpore e curiosità.
Il video della versione in lingua russa è diverso in alcune scene e sono presenti i dialoghi tra le ragazze in auto. Nella versione in inglese ha realizzato oltre 30 milioni di visualizzazioni su YouTube.

## Tracce
Download digitale
1. Mama Lover – 4:04
2. Mama Ljuba – 4:05

iTunes Remixes Single
1. Mama Lover (Мама Люба) – 4:02
2. Mama Lover (English Version) – 4:02
3. Mama Lover (Matrick Remix) – 5:46
4. Mama Lover (Slava Inside Remix) – 5:42
5. Mama Lover (DJ V1t & DJ Johnny Clash Remix) – 6:11
6. Mama Lover (DJ Amor Remix) – 3:54
7. Mama Lover (DJ Prado Remix) – 7:15
8. Mama Lover (Digital Nova Remix) – 3:37
9. Mama Lover (DJ Chixer Remix) – 3:36
10. Mama Lover (DJ La Remix) – 4:04

New Zealand Remix Single
1. Mama Lover (Dab & Sissa Radio Edit) – 2:55
2. Mama Lover (Dab & Sissa Remix) – 5:51
3. Mama Lover (The Cube Guys Remix) – 7:04

Italian Remix EP
1. Mama Lover (Radio Edit) – 3:29
2. Mama Lover (Extended Edit) – 5:32
3. Mama Lover (Gary Caos Remix) – 6:57
4. Mama Lover (Gary Caos Dub Mix) – 6:19
5. Mama Lover – 4:02

## Classifiche

### Classifiche settimanali
| Classifica (2011-12) | Posizione massima |
| -------------------- | ----------------- |
| Belgio (Fiandre)     | 56                |
| Italia               | 6                 |
| Repubblica Ceca      | 58                |
| Romania              | 94                |
| Russia               | 12                |
| Spagna               | 25                |
| Ucraina              | 9                 |

### Classifiche di fine anno
| Classifica (2011) | Posizione |
| ----------------- | --------- |
| Russia            | 136       |
| Ucraina           | 71        |
| Classifica (2012) | Posizione |
| Italia            | 32        |
| Ucraina           | 76        |

## Date di pubblicazione
| Nazione               | Data              | Formato           | Etichetta       |
| --------------------- | ----------------- | ----------------- | --------------- |
| Russia                | 15 settembre 2011 | Download digitale | Monolit Records |
| Stati Uniti d'America | 11 dicembre 2011  | Download digitale | Ego Music       |
| Italia                | 30 marzo 2012     | Download digitale | Ego Music       |
| Spagna                | 8 maggio 2012     | Download digitale | Roster Music    |